# Landtagswahlkreis Schwerin II
Der Landtagswahlkreis Schwerin II ist ein Landtagswahlkreis in Mecklenburg-Vorpommern. Er umfasst von der Stadt Schwerin die Stadtteile Ostorf, Großer Dreesch, Haselholz, Krebsförden, Görries, Wüstmark, Göhrener Tannen, Zippendorf, Neu Zippendorf, Mueßer Holz und Mueß.

## Wahl 2021
Bei der Landtagswahl in Mecklenburg-Vorpommern 2021 gab es in diesem Wahlkreis folgendes Ergebnis:
| Partei               | Direktkandidat    | Erststimmen      | Zweitstimmen     |
| -------------------- | ----------------- | ---------------- | ---------------- |
| SPD                  | Mandy Pfeifer     | 38,6 %           | 44,3 %           |
| AfD                  | Petra Federau     | 17,5 %           | 15,7 %           |
| CDU                  | Axel Schulz       | 12,1 %           | 10,4 %           |
| Die LINKE            | Henning Foerster  | 13,4 %           | 11,3 %           |
| GRÜNE                | Arndt Müller      | 6,5 %            | 5,3 %            |
| FDP                  | Dietmar Tackmann  | 6,6 %            | 5,6 %            |
| NPD                  | –                 | –                | 0,8 %            |
| Tierschutzpartei     | –                 | –                | 1,2 %            |
| Freier Horizont      | –                 | –                | 0,1 %            |
| Die PARTEI           | –                 | –                | 0,6 %            |
| FREIE WÄHLER MV      | Sebastian Klähn   | 2,4 %            | 1,3 %            |
| PIRATEN              | –                 | –                | 0,7 %            |
| LKR                  | –                 | –                | 0,0 %            |
| DKP                  | –                 | –                | 0,1 %            |
| Bündnis C            | –                 | –                | 0,1 %            |
| TIERSCHUTZ hier!     | –                 | –                | 0,4 %            |
| dieBasis             | Monika Weber      | 1,5 %            | 1,2 %            |
| DiB                  | –                 | –                | 0,1 %            |
| FPA                  | –                 | –                | 0,0 %            |
| ÖDP                  | –                 | –                | 0,1 %            |
| Die Humanisten       | –                 | –                | 0,1 %            |
| Gesundheitsforschung | –                 | –                | 0,3 %            |
| Team Todenhöfer      | –                 | –                | 0,2 %            |
| UNABHÄNGIGE          | –                 | –                | 0,2 %            |
| Einzelbewerber       | Heiko Steinmüller | 1,6 %            | –                |
| Wahlberechtigte      | 27.508 Einwohner  | 27.508 Einwohner | 27.508 Einwohner |
| Wahlbeteiligung      | 66,7 %            | 66,7 %           | 66,7 %           |

## Wahl 2016
Bei der Landtagswahl in Mecklenburg-Vorpommern 2016 gab es in diesem Wahlkreis folgendes Ergebnis:
| Partei           | Direktkandidat  | Erststimmen | Zweitstimmen |
| ---------------- | --------------- | ----------- | ------------ |
| SPD              | Jörg Heydorn    | 29,6 %      | 36,1 %       |
| CDU              | Sven Klinger    | 16,8 %      | 15,3 %       |
| DIE LINKE        | Helmut Holter   | 21,6 %      | 15,3 %       |
| GRÜNE            | Arndt Müller    | 4,0 %       | 3,9 %        |
| NPD              | –               | –           | 3,3 %        |
| FDP              | Michael Schmitz | 2,8 %       | 2,8 %        |
| PIRATEN          | –               | –           | 0,7 %        |
| FAMILIE          | –               | –           | 0,5 %        |
| FREIE WÄHLER     | Sabine Bank     | 5,5 %       | 1,5 %        |
| Die PARTEI       | –               | –           | 0,4 %        |
| Die Achtsamen    | –               | –           | 0,2 %        |
| ALFA             | –               | –           | 0,2 %        |
| AfD              | Petra Federau   | 19,8 %      | 18,2 %       |
| Bündnis C        | –               | –           | 0,1 %        |
| DKP              | –               | –           | 0,2 %        |
| Freier Horizont  | –               | –           | 0,2 %        |
| Tierschutzpartei | –               | –           | 1,1 %        |
| Wahlberechtigte  | 28.913          | 28.913      | 28.913       |
| Wahlbeteiligung  | 60,3 %          | 60,3 %      | 60,3 %       |

## Wahl 2011
Bei der Landtagswahl in Mecklenburg-Vorpommern 2011 gab es folgende Ergebnisse:
| Partei          | Direktkandidat        | Erststimmen     | Zweitstimmen    |
| --------------- | --------------------- | --------------- | --------------- |
| SPD             | Jörg Heydorn          | 37,7 %          | 40,1 %          |
| DIE LINKE       | Helmut Holter         | 25,2 %          | 21,5 %          |
| CDU             | Dorin Müthel-Brenncke | 19,9 %          | 17,3 %          |
| GRÜNE           | Arndt Müller          | 6,3 %           | 7,9 %           |
| NPD             | Michael Grewe         | 5,3 %           | 5,5 %           |
| FDP             | Stev Ötinger          | 1,9 %           | 2,1 %           |
| FREIE WÄHLER    | Rolf Steinmüller      | 3,6 %           | 2,0 %           |
| PIRATEN         |                       |                 | 1,4 %           |
| FAMILIE         |                       |                 | 1,4 %           |
| AB              |                       |                 | 0,2 %           |
| Die PARTEI      |                       |                 | 0,2 %           |
| REP             |                       |                 | 0,1 %           |
| APD             |                       |                 | 0,1 %           |
| AUF             |                       |                 | 0,1 %           |
| PBC             |                       |                 | 0,1 %           |
| ödp             |                       |                 | 0,0 %           |
| Wahlberechtigte | 30143 Einwohner       | 30143 Einwohner | 30143 Einwohner |
| Wahlbeteiligung | 51,6 %                | 51,6 %          | 51,6 %          |

## Wahl 2006
Bei der Landtagswahl in Mecklenburg-Vorpommern 2006 gab es folgende Ergebnisse:
| Partei          | Direktkandidat       | Erststimmen     | Zweitstimmen    |
| --------------- | -------------------- | --------------- | --------------- |
| SPD             | Jörg Heydorn         | 30,2 %          | 33,1 %          |
| CDU             | Armin Jäger          | 27,0 %          | 24,3 %          |
| PDS             | Helmut Holter        | 22,6 %          | 20,3 %          |
| FDP             | Christoph Priesemann | 6,8 %           | 8,1 %           |
| NPD             | Michael Grewe        | 6,3 %           | 6,7 %           |
| GRÜNE           | Cornelia Nagel       | 2,9 %           | 2,6 %           |
| Bündnis für M-V | Sabine Bank          | 4,2 %           | 1,4 %           |
| FAMILIE         |                      |                 | 1,2 %           |
| GRAUE           |                      |                 | 1,1 %           |
| WASG            |                      |                 | 0,4 %           |
| Deutschland     |                      |                 | 0,3 %           |
| AGFG            |                      |                 | 0,2 %           |
| AB              |                      |                 | 0,1 %           |
| PBC             |                      |                 | 0,1 %           |
| Offensive D     |                      |                 | 0,1 %           |
| APD             |                      |                 | 0,0 %           |
| Wahlberechtigte | 32084 Einwohner      | 32084 Einwohner | 32084 Einwohner |
| Wahlbeteiligung | 60,3 %               | 60,3 %          | 60,3 %          |

## Wahl 2002
Bei der Landtagswahl in Mecklenburg-Vorpommern 2002 gab es folgende Ergebnisse:
| Partei          | Direktkandidat    | Erststimmen     | Zweitstimmen    |
| --------------- | ----------------- | --------------- | --------------- |
| SPD             | Jörg Heydorn      | 38,9 %          | 43,1 %          |
| CDU             | Armin Jäger       | 27,5 %          | 25,4 %          |
| PDS             | Gerd Böttger      | 25,2 %          | 20,4 %          |
| FDP             | Hanns-Axel Nossek | 3,5 %           | 4,1 %           |
| GRÜNE           |                   |                 | 2,3 %           |
| Schill          | Thomas Schott     | 2,4 %           | 2,2 %           |
| SPASSPARTEI     |                   |                 | 0,7 %           |
| SLP             | Sabine Bank       | 1,7 %           | 0,6 %           |
| NPD             |                   |                 | 0,5 %           |
| GRAUE           | Dieter Läbe       | 0,8 %           | 0,3 %           |
| Bürgerpartei MV |                   |                 | 0,2 %           |
| REP             |                   |                 | 0,1 %           |
| PBC             |                   |                 | 0,1 %           |
| V.P.M.V.        |                   |                 | 0,1 %           |
| Wahlberechtigte | 34060 Einwohner   | 34060 Einwohner | 34060 Einwohner |
| Wahlbeteiligung | 69,0 %            | 69,0 %          | 69,0 %          |

## Wahl 1998
Bei der Landtagswahl in Mecklenburg-Vorpommern 1998 gab es folgende Ergebnisse:
| Partei          | Direktkandidat  | Erststimmen     | Zweitstimmen    |
| --------------- | --------------- | --------------- | --------------- |
| SPD             |                 | 33,5 %          | 36,6 %          |
| PDS             | Gerd Böttger    | 36,7 %          | 31,6 %          |
| CDU             |                 | 21,6 %          | 21,8 %          |
| GRÜNE           |                 | 3,6 %           | 3,1 %           |
| DVU             |                 |                 | 2,3 %           |
| FDP             |                 | 1,5 %           | 1,2 %           |
| Pro DM          |                 |                 | 1,0 %           |
| AB 2000         |                 | 1,5 %           | 0,8 %           |
| NPD             |                 |                 | 0,5 %           |
| REP             |                 | 1,7 %           | 0,5 %           |
| GRAUE           |                 |                 | 0,4 %           |
| BfB             |                 |                 | 0,1 %           |
| PBC             |                 |                 | 0,1 %           |
| Wahlberechtigte | 40757 Einwohner | 40757 Einwohner | 40757 Einwohner |
| Wahlbeteiligung | 77,8 %          | 77,8 %          | 77,8 %          |

## Wahl 1994
Bei der Landtagswahl in Mecklenburg-Vorpommern 1994 gab es folgende Ergebnisse:
| Partei          | Direktkandidat  | Erststimmen     | Zweitstimmen    |
| --------------- | --------------- | --------------- | --------------- |
| SPD             |                 | 33,0 %          | 31,6 %          |
| PDS             | Gerd Böttger    | 35,2 %          | 31,5 %          |
| CDU             |                 | 26,5 %          | 26,3 %          |
| GRÜNE           |                 |                 | 4,6 %           |
| FDP             |                 | 4,3 %           | 3,7 %           |
| NPD             |                 | 1,0 %           | 0,5 %           |
| GRAUE           |                 |                 | 0,4 %           |
| PASS            |                 |                 | 0,4 %           |
| REP             |                 |                 | 0,4 %           |
| NATURGESETZ     |                 |                 | 0,3 %           |
| BUMV            |                 |                 | 0,2 %           |
| NdB             |                 |                 | 0,1 %           |
| PBC             |                 |                 | 0,0 %           |
| Wahlberechtigte | 43535 Einwohner | 43535 Einwohner | 43535 Einwohner |
| Wahlbeteiligung | 75,6 %          | 75,6 %          | 75,6 %          |

## Wahl 1990
Die Aufteilung der Wahlkreise 1990 ist mit der späteren im Allgemeinen nicht deckungsgleich. Der Landtagswahlkreis Schwerin II war jedoch mit dem heutigen Landtagswahlkreis Schwerin II weitgehend identisch, hatte jedoch die Wahlkreisnummer 8.
Als Direktkandidat wurde Georg Diederich (CDU) gewählt.